# Гмайндль, Вальтер
Вальтер Гмайндль (нем. Walter Gmeindl; 31 декабря 1890, Хайнбург — 1 сентября 1958, там же) — австрийский композитор, дирижёр и музыкальный педагог.
Ученик Франца Шрекера, публиковал статьи о творчестве своего учителя и клавирные переложения его оркестровых сочинений. Некоторое время работал оперным дирижёром в Мюнхене, но известен, главным образом, как многолетний (с 1922 г. до конца Второй мировой войны) преподаватель Берлинской Высшей школы музыки, где учениками Гмайндля были Серджиу Челибидаке, Димитрис Фабас, Эрнст Пеппинг, Ян Мейеровиц, Клаус Эгге и др. С 1927 г. руководил также Академическим оркестром Берлина. В 1950-е гг. преподавал в Венской музыкальной академии.